# Гідропідйом гідросуміші
Гідропідйом гідросуміші (рос. гидроподъем гидросмеси, англ. hydrohoisting of slurry, нім. hydraulische Schachtförderung f der Hydromasse (Trübe f)) - підйом на поверхню гідросуміші по вертикальному пульповоду у стволі шахти. Здійснюється за допомогою вуглесоса, помпи із завантажувальним апаратом або ерліфта.